# Ethik in der Schauweise der Wissenschaften vom Menschen und von der Gesellschaft

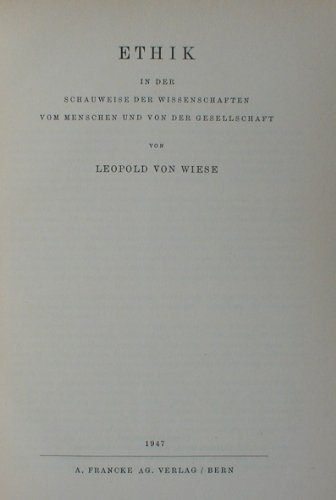
Buchcover

Ethik in der Schauweise der Wissenschaften vom Menschen und von der Gesellschaft, erstmals 1947 im A. Francke AG. Verlag in Bern herausgegeben, ist ein Buch des deutschen Soziologen und Volkswirts Leopold von Wiese. Er erstellte darin unter anderem eine Typologisierung der Ethik und stellt Individual- und Sozialethik gegenüber. Seine Auflösung der damals vorherrschenden Antithese zwischen Einzelmensch und Gemeinschaft ist ideengeschichtlich von Bedeutung.

## Konzept
Die Ethik rundet eine Reihe von Leopold von Wieses Schriften ab, „die in innerem Zusammenhang stehen“; dazu gehören:
1. Gedanken über Menschlichkeit (1915)[2] („ein Mahnwort gegen den Annexionstaumel jener Jahre“);[1]
2. Homo sum: Gedanken zu einer zusammenfassenden Anthropologie (1940);[3]
3. die Ethik in der Schauweise der Wissenschaften vom Menschen und von der Gesellschaft.

Die Ethik stellt in dieser Ordnung die „dritte große Untersuchung“ dar, mit der „er noch tiefer in die Problematik einer anthropologisch, soziologisch begründeten Ethik eindringen“ wollte.
Gemäß Christian Eckert behandelte von Wiese in seiner Ethik die folgenden vier Probleme:
1. Die „wichtigste Aufgabe“ sei „die große schwere Frage des widerspruchsvollen Kollektivegoismus, an der die bisherige Ethik meist vorübergegangen war“;
2. von Wiese wollte „die wissenschaftliche Aufgabe im Gebiete der Ethik nicht in der Aufstellung von Prinzipien […] sehen, deren absolute Gültigkeit zu fordern sei“;
3. er wollte „bei jeder an Menschen und ‚Mehrschaften‘ zu stellenden Forderung die Situationen […] berücksichtigen“;
4. gemäß dem „Ziel aller Ethik“ wollte er sich „um die Verminderung des Leides in der Welt […] bemühen“.[1]

## Inhalt

### Allgemeiner Teil
Im allgemeinen, aus acht Kapiteln bestehenden Teil widmet er Kapitel: 1) dem Schlagwort „Ethik“; 2) einer „methodologischen Grundlegung“; 3) einer „ideengeschichtlichen Grundlegung“; 4) einer „systematische Grundlegung“; 5) einer „Abgrenzung zu verwandten Schauweisen“; 6) „Grundzüge der Individualethik mit einem Exkurs über pathetische und unpathetische Ethik“; 7) „Grundzügen der Sozialethik“; und 8) „Imperativen“.

#### „Einleitung wider das spaltende Schlagwort“
Der Gedankengang der Einleitung besteht darin, die „Problemfülle aller Ethik dadurch zu meistern, daß wir sie in Individual- und Sozialethik zerlegen, jede von beiden Spielarten isoliert durchforschen, darauf aber ihr Gemeinsames als das eigentlich Wesentliche herausarbeiten.“ Die Einleitung sollte „Möglichkeiten des Mißverständnisses, die dem Denk- und Sprachherkommen zuzuschreiben sind“, aus dem Weg räumen, eine Gefahr, die sich besonders bei der „Gegenüberstellung von «Individuum und Gesellschaft»“ zeigt.

#### „Sein und Sollen im persönlichen und im sozialen Leben“
Untertitel dieses Kapitels ist „methodologische Grundlegung“; es handelt hauptsächlich davon, wie sich „Ethik und Soziologie verbinden“ lassen bzw. ob „die Gesellschaftslehre die eigentliche Grundlage der Ethik sein“ soll und kann. Von Wiese konstatiert „eine Teilabhängigkeit der Wissenschaften vom Sollen (B) von den Wissenschaften des Seins (A). Ist aber auch Bereich A vom Bereich B abhängig?“. Er entwickelt vier Fragen, die er didaktisch löst:
1. „Ist es richtig, daß die Lehre von den sittlichen Anforderungen an das Handeln der Menschen im Verkehr miteinander ohne Zusammenhang mit der Wissenschaft von den tatsächlich gelebten sozialen Beziehungen bleiben kann?“[11] – Antwort: „Wenn die Lehre vom sittlichen Sollen beim Handeln der Menschen im Verkehr miteinander ohne Zusammenhang mit der Wissenschaft von den tatsächlich gelebten sozialen Beziehungen bleibt, so wird sie des objektiven Wahrheitsgehaltes entbehren. Es führt dazu, daß ihre gewillkürten Forderungen unerfüllt bleiben oder daß, wenn ihre Erfüllung erzwungen wird, Rückschläge, Widersprüche, Verwirrung über kurz oder lang eintreten.“[12]
2. „Soll sich die [Soziologie] in eine Lehre vom Sollen wandeln, oder soll sie doch wenigstens ihre Aufgabenstellung von der Ethik ableiten, jedenfalls von ihr beeinflussen lassen?“[8]
3. Soll „umgekehrt die Pflichtenlehre den Inhalt ihrer Postulate aus der theoretischen Soziologie ableiten, so daß diese zur Grundlage der Ethik wird?“[8] – Antwort zu 2) und 3): „Worin aber soll der Zusammenhang bestehen? Die empirische Lehre von den Tatsachen des zwischenmenschlichen Lebens kann sich nicht, ohne sich als Forschung des Bereichs A aufzugeben, den Inhalt ihrer Aussagen von der Ethik vorschreiben lassen. Anderseits kann drittens die Ethik ihr Bestes, den Gesinnungsidealismus, nicht zugunsten einer relativierten Forschung aufgeben. Die Soziologie aber sollte sich den Tiefblick der Ethik, ihren Willen zur Vervollkommnung aneignen, um nicht in einer bloßen Mechanik von Bewegungsvorgängen stecken zu bleiben. […]“[13]
4. „Wenn Frage zwei und drei verneint werden, so entsteht viertens die Frage nach einem wechselseitigen Einfluß der (verschieden gearteten Bereichen [A und B] angehörenden) beiden Wissenschaften aufeinander und schliesslich fünftens die Frage, ob nicht tieferliegende Teilzusammenhänge bestehen, die man nicht als «Einfluß» bezeichnen kann, deren Ausweis aber zum Verständnis des wesens der beiden Denkgebiete beiträgt.“[8] – Antwort: „Man wird dem anzuratenden Zusammenhange den Namen der gegenseitigen Beeinflussung geben können. Sie geht (ad 5) über einen bloßen Aufweis von gelegentlichen Analogien und von rein methodologischen Stützungen hinaus. Aber auch diese sind zahlreich und in Einzelfragen wirksam genug. Besonders die nichtmetaphysische, mit dem Begriffe des sozialen Nutzens arbeitende Moralehre gehört mehr zur erklärenden Soziologie als zur idealistischen Ethik.“[13]

Damit schließt das Kapitel.

#### „Die Geschichte der Ethik in anthropologischer und soziologischer Schauweise“
Untertitel dieses Kapitels ist „ideengeschichtliche Grundlegung“; es basiert hauptsächlich auf Ideen von Max Scheler, Nicolai Hartmann, Gustav Ratzenhofer, Friedrich Jodl und Leonard Nelson.
Wie Wilhelm Korff schreibt, machte von Wiese im dritten Kapitel einer „sich als Ethik der gesellschaftlichen Ordnungen darstellenden Sozialethik den Vorwurf, sie sei im Grunde nurmehr eine reflektierende Form von ‚Sozialpolitik‘, die der Ethik die Idee der Gerechtigkeit entnimmt und diese in einem bestimmten, engen Sinne interpretiert.“
Von Wiese teilt die „Geschichte der Ethik“ ein in: 1)  „griechisch-römische Antike und das Christentum“; 2) „Entfaltung bis Kant“; 3) „Kant und die Lehre vom kategorischen Imperativ“; 4) „Comte und die Positivisten“;  und 5) „die modernen Versuche seit Nietzsche“.

#### „Haupttypen der Ethik“
Untertitel dieses Kapitels ist „systematische Grundlegung“. Zur Ethik rechnet von Wiese „alle Sollforderungen […], die sich nicht aus eigenen oder fremden, individuellen oder sozialen Interessen herleiten lassen.“ Unter „Interesse“ versteht er „die Tendenzen des Handelns […], Vorteil zu erlangen und Nachteil zu vermeiden.“ Er erstellt drei „Paare von Zweiteilungen“:
1. „Liebes- und Pflichtethik“;
2. „Gefühls- und Vernunftsethik“; und
3. „Individual- und Sozialethik“.[18]

„Unsere drei Zeiteilungen sind keine Antithesen. Weder steht die Liebesethik zur Pflichtethik noch die Gefühls- zur Vernunftssittlichkeit im Verhältnisse eines kontradiktorischen Gegensatzes. Sie schließen einander nicht aus. Am ehesten könnte man rein begrifflich zwischen Individual- und Sozialethik einen solchen Gegensatz sehen. Aber es widerspricht dem Grundgedanken unserer Soziologie, den Einzelmenschen und die Mehrschaften von Menschen als heterogene Kräfte aufzufassen. Für eine rein logisch-rechnerische Betrachtung sind gewiß «eins» und «viele» Gegensätze, also auch das Individuale und das Mehrschaftliche; aber eine in die tiefer liegenden Zusammenhänge des Menschentums eindringende Betrachtung lehrt, daß die gerade heute so vorherrschende Auffassung von der Antithese zwischen Einzelmensch und Gemeinschaft falsch ist.“

Der letzte Teil des Kapitels befasst sich mit Hans M. Sutermeisters in Psychologie und Weltanschauung vertretenen „skeptische[n] Haltung“, die „überhaupt die Sollsphäre, schließlich die Beachtlichkeit des Subjektiven“ leugnet, wo die „Kategorien der Ethik […] überhaupt aufgelöst“ werden: „An die Stelle des Dualismus von Gut und Böse tritt der Gegensatz «harmlos» (sympathisch) und «gefährlich».“ Von diesem epistemologisch toten Ende aus projektiert Wiese seine notwendige neue Sozialethik.

#### „Vorfragen zum Problem des Verhältnisses von Individual- und Sozialethik“
Untertitel dieses Kapitels ist „Abgrenzungen zu verwandten Schauweisen“. Während sich Von Wiese im vierten Kapitel eingehender mit den Dichotomien der „Liebes- und Pflichtethik“ bzw. der „Gefühls- und Vernunftsethik“ befasst, geht er in diesem Kapitel tiefer auf die dritte Dichotomie ein. Er legt sich „die Frage vor, ob die Schauweise der Individualethik mit der anthropologischen, die Optik der Sozialethik mit der soziologischen“ übereinstimmt, und gelangte

„zu dem Ergebnis, daß eine völlige Gleichsicht hier wie dort nicht vorhanden ist. Den Unterschied sahen wir darin, daß, wenn wir das Allgemeinmenschliche dem Zwischenmenschlichen gegenüberstellen – dort in anthropologischer, hier in soziologischer Schau –, der Gegensatz letztlich auf dem Unterschiede des dauernd Gleichen zum veränderlichen beruht, während die beiden Schauweisen innerhalb der Ethik Einzel- und Vielzahl sondern. Um Ungenauigkeit zu vermeiden, mußten wir diese Sonderungen vornehmen; aber wir fuhren fort: «Bei vielen Untersuchungen ist immerhin die anthropologische Optik mit der Singular–Schauweise identisch und die soziologische mit der Pluraloptik. Dort steht „der“ Mensch, hier stehen „die“ Menschen vor uns.»“

#### „Grundzüge der Individualethik mit einem Exkurs über pathetische und unpathetische Ethik“
Dieses sechste Kapitel stellt eine Kritik der Individualethik dar; es befasst sich mit
1. dem „Unterschied von Individual- und Sozialethik“;
2. „pathetischer“ und „unpathetischer“ Ethik;
3. dem „Problem der Exaktheit in der wissenschaftlichen Ethik“;
4. der Frage ob „die Individualethik neben der sozialen [eine] Daseinsberechtigung“ hat;
5. „Ethik und Verlangen nach Glück“;
6. „Ethik und Verlangen nach Freiheit“; und
7. „Zukunftsziele[n] der Individualethik“.[23]

„Bei der Abfassung dieses Kapitels waren mir W. Macneille Dixons Gifford-Vorlesungen, die er 1935–1937 an der Universität Glasgow gehalten hat, noch unbekannt. Einige Monate später fand ich in ihnen manche Gedanken in einzelnen Sätzen aufs glücklichste formuliert, die mit einigen [meiner] Ausführungen sehr verwandt zu sein scheinen.“

#### „Grundzüge der Sozialethik“
„Um das Wesen der Sozialethik in ihren Grundzügen zu klären“, geht von Wiese in der ersten Hälfte des Kapitels (Abschnitte I-IX) „auf die Eigenart dessen ein […], was wir das Soziale nennen“; im zweiten Teil versucht er, „eine geschichtliche Übersicht über [die Entwicklung der Sozialethik]“ zu erstellen. Die Abschnitte der ersten Hälfte sind wie folgt eingeteilt: Von Wiese gibt sich „Rechenschaft, daß auch in [der Sozialethik] das Zwischenmenschliche (oder Soziale) von Einfluß ist“; er versucht, den Zweifel zu beantworten, „ob neben der persönlichen Ethik eine Sozialmoral besteht“; er arbeitet die Fragen, ob „es ethische Forderungen an die Menschen für ihr Verhalten gegenüber den Sozialgebilden“ gibt, und ob „es solche Forderungen an die Sozialgebilde selbst“ gibt, heraus; er beantwortet „nacheinander die soziologische Grundfrage nach dem Verhältnisse von Einzelmensch und Gesellschaft […] und nach dem Westen der sozialen Gebilde“; er bezieht „die Systeme des sittlichen Wertes zu den sozialen Gebilden in Beziehung“ und hebt „die entscheidende Bedeutung des Kollektivegoismus hervor“; es ergibt sich so eine „Betrachtung der sittlichen Anforderungen, die an die sozialen Gebilde selbst gestellt werden können“; „[A]bschliessend [suchte er] in acht Thesen die Ergebnisse der Untersuchung über das Wesen der Sozialethik zusammenzufassen“.

#### „Imperative“
Während von Wiese in den beiden vorangegangenen Kapiteln „die Individualsphäre der Ethik gesondert von der ihres Sozialbereichs darzustellen“ versuchte, möchte er hier eine „Synthese beider“ geben, um den „allgemeinen Teil“ seines Buches abzuschließen. Der Versuch mündet in „drei Relativierungen“:
1. „Das einheitliche Prinzip des Guten löst sich bei seiner Anwendung und Konkretisierung in eine Mehrzahl von Wegweisungen auf“;
2. „Die Sozialethik ist eine von Politik und Wirtschaft beeinflußte Ethik schwächeren Grades“; und
3. „Ziel aller Ethik ist nicht die Durchsetzung einer abstrakten Idee, wie sie die sozialen Gebilde erfüllt, sondern eine voranschreitende Veredelung des Menschen“.[27]

### Spezieller Teil
Im speziellen, aus den Kapiteln neun bis achtzehn bestehenden Teil widmet er Kapitel: 9) seiner „Umgrenzung der Aufgabe“; 10) einer „Optik und Methode der Vergleiche zwischen sozialem Seins- und ethischem Sollbereiche“; 11) den Begriffen „Abstand, Suchen und Fliehen“; 12) der „Abhängigkeit“; 13) den „wirtschaftlichen, politischen und rechtlichen Systemen in sozialethischer Betrachtung“; 14) der „Ethik der sozialen Prozesse“; 15) der „Ethik des Verhaltens zu den sozialen Gebilden der Masse und der Gruppe“; 16) der „Ethik der Körperschaften“; 17) den Begriffen „Staat, Rasse, Kulturkreis und Volk“ sowie 18) einem „Epilog“.

## Rezeption (Auswahl)
- Anton-Hermann Chroust: On the Bases of Ethics. In: The Review of Politics. Band 10, Nr. 4, Oktober 1948, ISSN 0034-6705, OCLC 4896391561, S. 517–519 (amerikanisches Englisch).
- Kurt F. Reinhardt: Ethik In der Schauweise der Wissenschaften vom Menschen und von der Gesellschaft. In: Books Abroad. Band 22, Nr. 4 (Herbst), 1948, OCLC 4894557738, S. 411–412 (amerikanisches Englisch, Buchbesprechung).
- Robert S. Hartman: Ethik in der Schauweise der Wissenschaften vom Menschen und von der Gesellschaft. In: The Journal of Philosophy. Band 46, Nr. 7, 31. März 1949, OCLC 4890798441, S. 215–220, JSTOR:2019475 (amerikanisches Englisch, Buchbesprechung).

## Ausgaben
- Ethik in der Schauweise der Wissenschaften vom Menschen und von der Gesellschaft. Francke Verlag, Bern 1947, DNB 455522340, LCCN 48-005692, OCLC 1827499 (18 Kapitel, 443 Seiten).
- Ethik in der Schauweise der Wissenschaften vom Menschen und von der Gesellschaft. Unverändert; neu mit Schlagwortregister. 2. Auflage. Francke Verlag, Bern 1960, DNB 455522359, OCLC 837372 (18 Kapitel, 443 Seiten).